# Leon Vitali
Leon Vitali (Royal Leamington Spa, 26 de julio de 1948 - Los Ángeles, 20 de agosto de 2022) fue un actor británico conocido por interpretar a Lord Bullingdon en la película de Stanley Kubrick Barry Lyndon.

## Trayectoria
Interpretó cuando tenía veintisiete años a Lord Bullingdon en Barry Lyndon, la décima película dirigida por Stanley Kubrick. Después de esta interpretación, se convirtió en la mano derecha del director neoyorkino, colaborando de forma activa en sus siguientes tres películas. Vitali hizo las veces de productor, responsable de casting, entrenador de actores, supervisor de sonido, jefe de marketing, mensajero, chófer y cualquier tarea de confianza que Kubrick le encomendara.

## Filmografía
- Católicos. Jack Gold, 1973
- Barry Lyndon. Stanley Kubrick, 1975
- Terror of Frankenstein. Calvin Floyd, 1977
- Eyes Wide Shut. Stanley Kubrick, 1999
- Romeo and Juliet. Carlo Carlei, 2013